# 清巌寺
清巌寺（せいがんじ）は、栃木県宇都宮市大通り五丁目にある浄土宗の寺院。山号は芳宮山。本尊は阿弥陀如来（あみだにょらい）。開基（創立者）は宇都宮頼綱、開山は旭蓮社儀翁。宇都宮貞綱が母の菩提を弔うために鋳造して奉納したと謂われる鉄塔婆が現存することで知られる。鉄塔婆は国の重要文化財に指定されている。

## 歴史
清巌寺の歴史は、鎌倉時代初期に宇都宮氏によって建立された寺院を、戦国時代に宇都宮氏の家臣であった清原姓芳賀氏が移築して寺号を清巌寺としたことにより始まるとされる。
宇都宮家当主・第5代宇都宮頼綱は1205年（元久2年）に幕府より謀反の嫌疑を受け、これを機に熊谷で隠居生活を送っていた当代の英傑・熊谷直実（熊谷蓮生入道）の勧めにより法然に帰依、1208年（承元2年）に出家して実信房蓮生と号し念仏道に入った。頼綱は京に住んで証空にも師事し、幕府から罪が許された後の1215年（建保3年）に市内・宿郷町に当寺の起源となった念仏堂を建立した。頼綱は京の浄土宗光明寺にも念仏堂を建立している（現在の京都市右京区常盤の西方寺といわれる）。
その後、戦国時代に入り、宇都宮宗家の譜代の重臣であり姻戚関係もあった芳賀高継が、主家への反骨が災いして自害した兄・芳賀高照の菩提を弔うため、宿郷町にあった念仏堂を1573年（天正元年）に現在地に移築し、「芳賀氏」の「芳」を採って山号を「芳宮山」、「芳賀高照」の「高照」を採って院号を「高照院」、「清原氏」の「清」を採って「清巌寺」とした。
1601年（慶長3年）、初代の関東郡代である伊奈忠次から寄進を受け、朱印地25石を塙田に有した。

## 境内
- 本堂
  - 木造阿弥陀如来坐像
- 呑竜堂
- 客殿
- 鐘楼
  - 銅鐘 - 戸室将監藤原元蕃の作。1751年（寛永4年）に鋳造。
- 鉄塔婆収蔵庫
- 山門
  - 子育地蔵尊
- 中門
- 墓所
  - 宇都宮頼綱墓碑
  - 芳賀高照墓基
  - 芳賀高継墓基

## 文化財
- 鉄塔婆（重要文化財）
  - 解説は別項「清巌寺鉄塔婆」を参照。
- 木造阿弥陀如来坐像（市文化財）
  - もともと京都の知恩院（浄土宗総本山）にあったものが、1679年（延宝7年）に江戸西応寺に移され、その後の戊辰戦争（宇都宮城の戦い）で清巌寺本堂とともに本尊が焼失したためその寄進を受け移されたもの。

## その他
- 1951年（昭和26年）から1992年（平成4年）まで「萩の丘幼稚園」を併設・運営していた[1]。

## アクセス

### バス
- JR宇都宮駅西口から
  - 関東バス・ジェイアールバス関東の細谷車庫行き、日光東照宮行き、作新学院方面行き、鶴田駅行き、宇都宮東武行きなどに乗車、乗車時間約1分、「上河原」バス停下車、徒歩で約3分。
  - または、宇都宮市内循環線「きぶな」県庁先回りの場合、宇都宮駅から約3分、「宇都宮記念病院前」バス停下車、徒歩で約1分。

### 徒歩
- JR宇都宮駅西口から、徒歩で約10分。
- 東武宇都宮駅東口から、徒歩で約15分。